# Провулок Бабин Яр
Прову́лок Ба́бин Яр — провулок в Шевченківському районі міста Києва, місцевість Бабин Яр. Пролягає від вулиці Герцена до тупика. Пішохідними доріжками сполучається з вулицями Юрія Іллєнка і Олени Теліги.

## Історія
Виник у XX столітті, мав назву провулок Герцена, на честь російського публіциста Олександра Герцена.
Сучасна назва, що походить від місцевості Бабин Яр, — з 2023 року.
До 1952 року назву Бабин Яр мала вулиця, яка нині становить частину вулиці Ольжича.